# 家光謀殺
『家光謀殺』（いえみつぼうさつ）は、1995年（平成7年）1月3日（火曜日）にテレビ朝日系列で新春大型時代劇3時間スペシャルとして、放送された時代劇ドラマ。笹沢左保の小説「家光謀殺―東海道の攻防十五日」を原作にしている。副題も含めたタイトルは家光謀殺 三代将軍に迫る謎の暗殺集団!　宮本武蔵ら七人の怪人に迎撃の密命下る!　東海道白熱の攻防15日。

## ストーリー
寛永11年（1634年）、江戸幕府3代将軍徳川家光は30万の大軍を率いての上洛にむけて準備を進めていた。だがその直前に道中で家光の命を狙う者達がいるという情報を掴んだ松平伊豆守は、部下の芥川七郎兵衛を大久保彦左衛門の元へ行かせる。いかなる手段で襲ってくるか分からない敵に対して、大久保はこちらも神出鬼没、いかなる行動に出るか予見できぬ怪人を集める事を芥川に命じる。宮本武蔵、由比正雪など一癖ありながらも頼もしき猛者7人が集い、芥川は徳川への復讐に燃える刺客集団に挑む。

## 登場人物
芥川七郎兵衛
主人公。甲賀出身の凄腕の剣士。主である松平伊豆守の命を受け、「七人の怪人」の1人として将軍暗殺の陰謀を阻止せんとする。
大久保彦左衛門
天下の御意見番とも言われる老旗本。頑固一徹だが柔軟な思考の持ち主。幕府から半ば追放された身だが将軍家への忠誠心は厚く、伊豆守からも信頼され怪人達の頭領格となる。
宮本武蔵
古今無双の剣豪にして、稀代の兵法家。将軍家や幕府に恩義は無いが、かねてよりの知人である大久保からの頼みとして怪人一味の軍師となって指揮を引き受ける。
由比正雪
後に幕府に反旗を翻す軍学者。剣の腕にも長けており寛永御前試合で勝利した腕を見込まれ、芥川に一味に招かれた。
丸橋忠弥
まだ若いが、武蔵からも一目置かれる槍の達人。酒好きで血気盛んという欠点はあるが、豪快な性格を見込まれて一味に招かれた。
庄司甚右衛門
吉原の総名主を務める大商人。大久保や武蔵から多大な恩義を受けており、彼らの為なら命を投げ出す事も厭わない。一味の耳目として加わり、情報収集に活躍する。戦闘ではリボルバー式の短筒を使う。
綾糸（あやいと）
芥川の遠縁の美女で、甲賀忍者の血を引く占い師。龍神の加護により未来を見通す力を持っていたが、一月後にその能力が消えるという予知を受けて芥川に同行する事を願い、一味に加わる。
雨夜の月（あまよのつき）
家光暗殺を目論む刺客集団の頭領。顔を黒い布で隠した僧侶の風貌をしている。名前は「雨の夜の月は空にあっても目に見えない、人の目には映らない闇の存在」という意味。
睦月鉄丈
刺客集団の幹部「十二の月」の1人。箱根で山伏に扮して、城を飛び出した家光を殺害するが、待ち伏せていた鉄砲隊の銃撃で部下達と共に射殺された。なお殺された家光は伊豆守が仕立てた影武者だった。
如月一角
十二の月の1人。宿場町の地下に拠点を築き、家光の行列を襲う。霜月と共に戦うが、武蔵に斬られた。
弥生
徳川忠長に仕えていた女中。忠長の切腹時に自身も腹を切ったが生き残り、その際に綾糸をも上回る神通力を得た。現代は般若の面を被って観音女(かんのんにょ)と名乗り、綾糸の念力を封じる。後に十二の月の1人として前線に向かう。綾糸の事を知り尽くしていると言うが…。
卯月
十二の月の1人。くノ一。葉月と共に駿府城に潜入して家光を殺そうとしたが、あと一歩届かず家光の警護に斬られた。
皐月武兵衛
十二の月の1人。東海道から外れ秋葉山に向かう家光の行列を大群で襲う。武蔵に斬られた。
水無月流八
十二の月の1人。筏に隠れて天竜川を下り、川を渡ろうとした家光を狙う。武蔵に策を見抜かれ、鉄砲隊に射殺された。
文月文五
十二の月の1人。宿に泊まっていた七郎兵衛達に火矢を浴びせるが、別行動をしていた正雪に逃げ道を塞がれて斬られた。
葉月
十二の月の1人。くノ一。卯月と組んで家光暗殺を目論んだが失敗、卯月と共に斬られた。
長月十蔵
十二の月の1人。弥生が連れ出した家光を部下の忍者達と共に襲うが、武蔵に邪魔され斬り殺された。
神無月求女
十二の月の1人。名前は女性っぽいが壮年の男性。家光が江戸を発った直後に綾糸を狙い、部下と共に襲撃したが七郎兵衛に斬られる。
霜月玄蕃
十二の月の1人。宿場町の地下での戦いで如月と共に戦う。七郎兵衛に斬られた。
師走幻十郎
十二の月のリーダー格。虚無僧に扮した部下達と共に正雪と忠弥を追い詰める。しかし甚右衛門の銃撃で形勢を逆転され、死亡した。
徳川家光
江戸幕府三代将軍。将軍としては冷静に振る舞うが本来は優しい人物で、弟・忠長の切腹に反対したり、身代わりとなって死んだ影武者を丁重に弔うよう申し付けている。
松平伊豆守
江戸幕府老中。七郎兵衛の主人。知恵伊豆の異名で馳せる切れ者。幕府の威信を第一に考え家光に忠長切腹の決断を迫った。箱根山中では影武者を仕立て家光の暗殺を防ぐ。
伊藤一刀斎
四十年以上に渡り名を高めてきた大剣豪で、宮本武蔵も敬意を表している。だが自身の事は「時世に遅れた老人」と自虐している。武蔵とは奇妙な程に縁が無かったが、柳生宗矩の仲介で駿府城で出会う。
徳川頼宣
御三家・紀州徳川家当主にして家光の叔父。紀伊大納言とも呼ばれている。家光の大行列の先陣を務める。

## キャスト
※エンディングクレジット表記順。
- 宮本武蔵：北大路欣也

- 綾糸：南野陽子

- 由比正雪：渡部篤郎

- 丸橋忠弥：金田賢一

- 弥生：沖直美

- 柳生宗矩：中原丈雄

- 徳川家光：円谷浩
- 師走幻十郎：伊藤敏八
- 土井利勝：小沢象
- 徳川忠長：高川裕也
- 岩井瑞軒：岩尾正隆
- 如月一角：関根大学
- 堀田正盛：伊庭剛

- 大久保彦左衛門：金田龍之介

- 徳川頼宣：神山繁

- 庄司甚右衛門：若林豪

- ：笹木俊志
- ：木谷邦臣
- ：疋田泰盛
- ：武田京子
- ：青木哲也
- ：小川敏明
- ：床尾賢一
- ：宮本浩光
- ：辻本良紀
- ：中村健人
- ：鈴川法子
- ：丹羽美奈子
- ：西村龍弥
- ：小船秋夫
- ：矢部義章
- ：浜崎涼子
- ：加藤三彦
- ：西村正樹

- ナレーター：三田村邦彦

- 伊藤一刀斎：石橋蓮司

- 松平伊豆守：寺尾聰

- 芥川七郎兵衛：村上弘明

## スタッフ
- 監督：上杉尚祺

- プロデューサー：高橋正樹（テレビ朝日）、阿部征司、上阪久和（東映）

- 原作：笹沢左保（文藝春秋刊）

- 脚本：志村正浩

- 音楽：津島利章

- 撮影：木村誠司、田中勇二、湯川達也
- 美術：園田一佳、西村薫
- 照明：沢田敏夫、武中優、浦野晃、高田玄鎮、日下誠
- 録音：堀池美夫、立石良二、川口三郎
- 編集：荒木健夫、山本浩史、米田武朗

- 装置：青木茂雄、松尾清
- 装飾：長尾康久、辻俊安

- 背景：西村三郎
- 小道具：高津商会

- 衣裳：森護、片山郁江
- 美粧：中野進明、大村弘二

- 結髪：小林知美
- かつら：山崎かつら

- 和楽監修：中本哲
- スチール：大谷栄一

- 広報担当：牧野秀幸（テレビ朝日）
- 騎馬：岸本乗馬センター

- 刺青絵師：毛利清二
- 擬斗：菅原俊夫

- 助監督：内沢豊、石川一郎
- 記録：黒川京子

- 整音：栗山日出登
- VTR編集：高見正和

- CG：近津晶子
- 題字：畑農照雄

- 演技事務：寺内文夫
- 進行：塚田英明

- 進行主任：野口忠志

- 企画協力：榎本喜久枝

- 協力：東映太秦映画村、東映CG制作室
- ロケ協力：世界文化遺産国宝姫路城、姫路城西御屋敷跡庭園 好古園、京都大覚寺、黒谷金戒光明寺

- 現像：IMAGICA

- 制作：テレビ朝日、東映

## 配信
- 2022年12月31日、YouTubeチャンネル【東映時代劇YouTube】にて翌2023年1月9日23:59までの期間限定で無料配信された。

| テレビ朝日 新春大型時代劇スペシャル       | テレビ朝日 新春大型時代劇スペシャル | テレビ朝日 新春大型時代劇スペシャル |
| 前番組                                    | 番組名                              | 次番組                              |
| ----------------------------------------- | ----------------------------------- | ----------------------------------- |
| 旗本退屈男 天下御免の巨悪斬り! （1994年） | 家光謀殺                            | ? （1996年）                        |